# Scotinella garman
Espèce
Scotinella garman est une espèce d'araignées aranéomorphes de la famille des Phrurolithidae.

## Distribution
Cette espèce est endémique du Michoacán au Mexique,. Elle se rencontre vers Ario de Rosales.

## Description
Le mâle holotype mesure 2,55 mm et la femelle paratype 2,55 mm.

## Systématique et taxinomie
Cette espèce a été décrite par Chamé-Vázquez et Guzmán-García en 2023.

## Étymologie
Cette espèce est nommée en l'honneur de Gabriela García et Ernesto Guzmán. 

## Publication originale
- Chamé-Vázquez, Guzmán-García & Maldonado-Carrizales, 2023 : « Two new species of Scotinella Banks, 1911 (Araneae: Phrurolithidae) from Mexico, with a discussion on the female genitalic morphology and intraspecific variation. » Zootaxa, no 5351(4), p. 453-466.